# De Eerste Show
De Eerste Show is een programma op de Vlaamse radio MNM. Het is de eerste show op weekdagen, die op zender gaat tussen 5 uur en 6 uur.
Het is een show waarin non-stop centraal staat. Op verschillende tijdstippen komen er ook terugblikken uit andere shows van op MNM opdagen. Het programma wordt dus niet gepresenteerd door een bepaalde presentator.